# 小韻
小韻指古代韻書的同音字組，尤指《廣韻》及《廣韻》系統的韻書。

## 定義
《廣韻》以四聲和韻排列，同韻目的字一起排列，稱爲小韻。每個小韻間以「○」號區別標。編者會在各小韻的首字標注反切讀音，並註明這小韻收錄的同音字數，如「東，德紅切十七」即「東」讀「德紅切」，有十七字同音（包括東）。同小韻每個字都是聲母、韻母、聲調都相同的同音字。只是在《廣韻》裏，並沒有標明每個小韻的聲母，於是後人以那些同韻目的第一個字作爲小韻的代表字。小韻其餘單字的字音都跟首字的唸法一樣。《廣韻》有3874小韻，共收26194字。
相同概念也適用於《廣韻》系統的韻書，如《切韻》、《唐韻》、《集韻》。

## 例外情況
在《廣韻》中，有些字通過《廣韻》反切音，能得出應該是同音字的結論，卻分別列入《廣韻》兩個不同小韻，這現象稱重紐。
此外，《廣韻》有一些後增字，其前身韻書（如《切韻》）沒有收錄，是其後代韻書的編者新添，如「碧」字。《廣韻》編者基於「碧」所用反切和「辟」不同，把這些後增字放在相同韻目的最後，結果重出了一個小韻。但「碧」與「辟」在《廣韻》應爲同音字。

## 外部連結
- 韻典網：《廣韻》小韻表 （页面存档备份，存于）
- 古今文字集成：《廣韻》小韻表 （页面存档备份，存于）

1. ↑  《刊謬補缺切韻》中無「碧」字。《唐韻》殘卷中，有「碧，色也，說文：石文美者。方彳反一加。」證明「碧」字乃後世新添。